# Wierchomla Mała

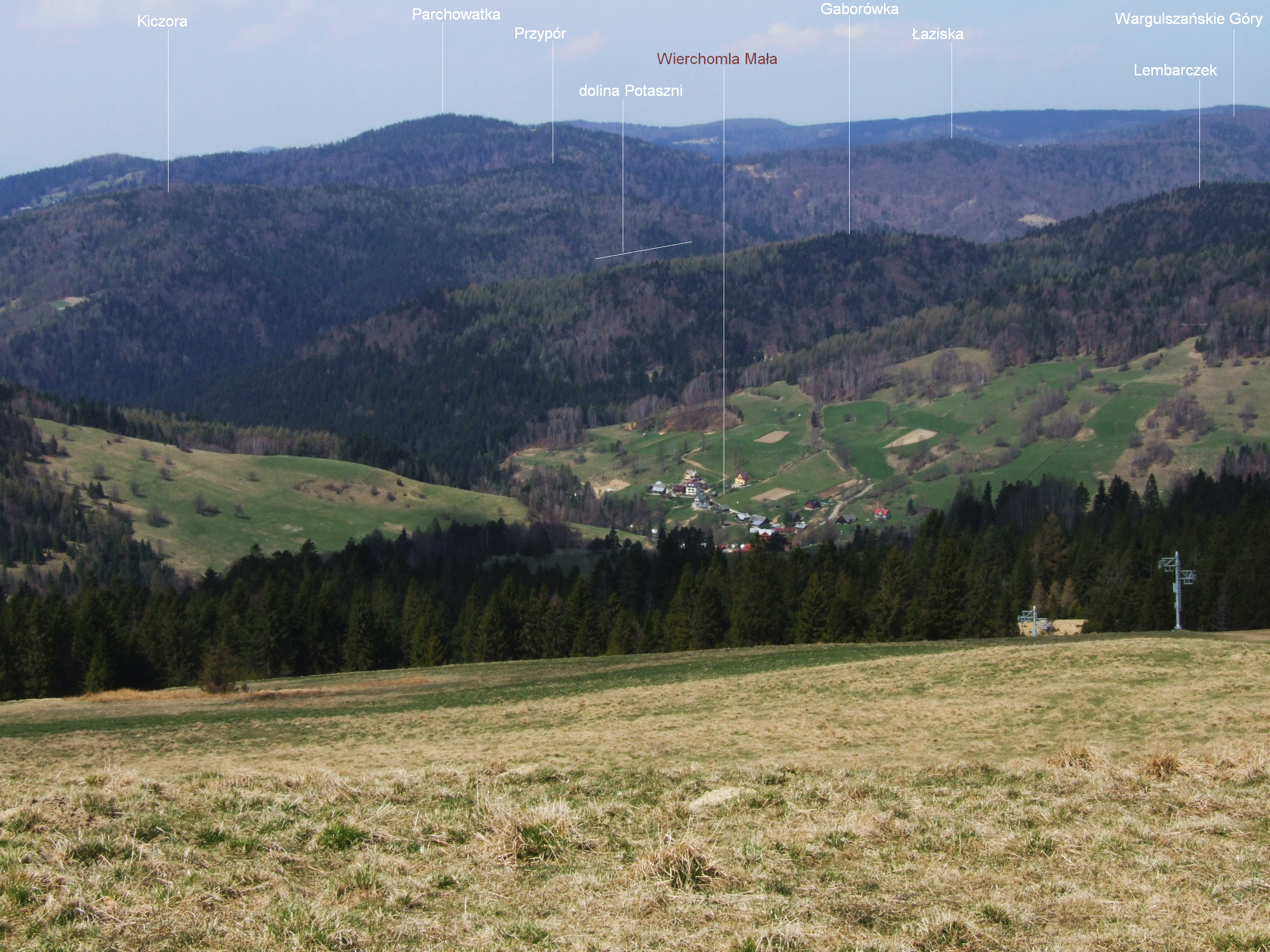
Ortsansicht

Wierchomla Mała (ukrainisch Верхомля Мала, Werchomlja Mala) ist eine Ortschaft mit einem Schulzenamt der Gemeinde Piwniczna-Zdrój im Powiat Nowosądecki der Woiwodschaft Kleinpolen in Polen.

## Geographie
Der Ort liegt am Bach Mała Wierchomlanka (Tysina) in den Sandezer Beskiden.

## Geschichte
Der Ort liegt im sogenannten Lemkenland, und zwar an seinem am weitesten westlich gelegenen Rand innerhalb Polens. Noch weiter westlich liegen ruthenische Dörfer in der Slowakei und auch die lemkische Ekslave bei Szlachtowa in Polen. Im Westen hinter dem Berg Kiczera lag das ethnisch polnische Dorf Łomnica.
Der Ort wurde im Jahre 1601 (oder 1603) gegründet. Er gehörte zur bischöflichen Herrschaft Muszyna.
Bei der Ersten Teilung Polens kam Wierchomla Mała 1772 zum neuen Königreich Galizien und Lodomerien des habsburgischen Kaiserreichs (ab 1804).
Im Jahre 1900 hatte die Gemeinde Wierchomla Mała 58 Häuser mit 394 Einwohnern, davon alle ruthenischsprachig und griechisch-katholisch.
1918, nach dem Ende des Ersten Weltkriegs und dem Zusammenbruch der k.u.k. Monarchie, kam Wierchomla Mała zur Zweiten Polnischen Republik. Im Zweiten Weltkrieg gehörte es zum Generalgouvernement. Im Jahre 1947 wurden die Lemken im Rahmen der Aktion Weichsel vertrieben.
Von 1975 bis 1998 gehörte Wierchomla Mała zur Woiwodschaft Nowy Sącz.